# Valeria Golino
Valeria Golino (Nápoly, 1965. október 22. –) olasz színésznő és filmrendező. 
Európában és Hollywoodban is filmezett. Ismert alakításai voltak az Esőember és a Pee Wee nagy kalandjai című filmekben, valamint a Nagy durranás első és második részében. Több olasz szakmai elismerést kapott, jelölték David di Donatello-díjra, megkapta az Ezüst Szalagot, a Ciak d’orót (Golden Ciak-at) és a Globo d’orót (az olasz Golden Globe-ot), továbbá kétszer is elnyerte a Velencei Fesztiválon a legjobb színésznőnek járó Volpi-kupát.

## Élete

### Származása, pályakezdése
Apja olasz germanista filológus volt, anyja görög festőművésznő. Valeria így Nápolyban és Athénban nevelkedett. Már középiskolás korában modellkedett, hogy keresethez jusson. auf. Tizenhét éves volt, amikor a hosszú filmcímeket kedvelő Lina Wertmüller felfedezte, és mellékszerepet kínált neki az 1982-ben forgatott Scherzo del destino in agguato dietro l’angolo come un brigante da strada (magyarul kb.: „A végzet fordulata a sarkon ólálkodik, mint egy utcai rabló” című filmjében, itt mutatkozhatott be első filmszerepében (1983).

### Színészi pályája
Két évvel később, 1985-ben friss élettársának, Peter Del Monte rendezőnek Kis tüzek című filmdrámájában már főszerepet játszott. A következő évben, 1986-ban Francesco Maselli rendező Storia d’amore című romantikus drámájának főszerepéért Golino a Velencei Filmfesztiválon megkapta a legjobb színésznőnek járó kitüntetést.
Hollywoodban is felfigyeltek rá. Barry Levinson rendező 1988-as Esőember c. filmdrámájában Susannát, a Tom Cruise által játszott Charlie élettársát alakította, ezzel nemzetközi ismertséget szerzett. 
Erős olasz akcentusa miatt azonban Garry Marshall rendező 1990-es Micsoda nő! c. romantikus filmjében nem ő, hanem Julia Roberts kapta meg Viviant, a női főszerepet.
Népszerűsége azonban további amerikai filmes szerepekhez segítette, játszott a sikeres Nagy durranásban (1991) és a Nagy durranás 2. – A második pukk-ban (1993) is. Vonzó testi adottságait látványosan megcsillogtatta a köldökéből kilőtt olivabogyós jelenetben. Szerepelt Mike Figgis rendező 1995-ös Las Vegas, végállomás-ában és John Carpenter rendező 1996-os Menekülés Los Angelesből c. akciófilmjében is.
A következő években számos filmet forgatott az USA-ban és Európában is, de a sztárok első vonalába nem tudta magát felküzdeni. 2002-ben Lupe Marín szerepét játszotta Julie Taymor rendező Frida (2002) című drámájában, amelyet Oscar-díjra jelöltek. Nagy főszerepet kapott Emanuele Crialese rendező Grazia szigete („Lampedusa” címen is ismert) 2002-es olasz–francia filmdrámájában. A saját lelki problémáitól gyötört, és környezet által kitaszított Grazia asszony megformálásáért a kritikusok Golinót egyöntetűen felmagasztalták, és David di Donatello-díjra jelölték. Ugyanezért a szerepért a filmes újságírók olaszországi szövetsége (Sindacato Nazionale Giornalisti Cinematografici Italiani) neki ítélte az Ezüst Szalag díjat (Nastro d’Argento). 2002-ben Calpurnia szerepét játszotta Uli Edel rendező nemzetközi kétrészes televíziós Julius Caesar-produkciójában, Richard Harris, Jeremy Sisto és Christopher Walken mellett.
2013-ban megrendezte első saját nagyjátékfilmjét, Miele (Méz) címmel, Mauro Covacich „A nome tuo” című novellájából. A filmet beválogatták a 66. cannes-i fesztivál mezőnyébe, az Un certain regard szekcióban. 2018-ban forgatta második filmjét, az Euforiát.
2008-ban, a 65. Velencei Nemzetközi Filmfesztivál zsürijének elnöke, Wim Wenders meghívta Golinót zsüritagnak. 2016-ban is tagja volt 69. 2016-os cannes-i fesztiválon zsürijének. 2019-ben szerepelt Costa-Gavras rendező Görögország, 2015 c. politikai dokumentarista filmjében.

### Magánélete
Valeria Golino élettársai: 
- 1985–1987 között a nála 18 évvel idősebb Peter del Monte (1943–2021) filmrendező,
- 1988–1992 között Benicio del Toro (*1967) színész,
- 1993–2001 között Fabrizio Bentivoglio (*1957) színész,
- 2002–2006 között Andrea Di Stefano (*1972) színész-író,[11]
- 2006-2018 között Riccardo Scamarcio (*1979) színész.[12]

## Filmográfia

### Film
Filmrendező, forgatókönyvíró és producer
| Év   | Eredeti cím                           | Feladatkör | Feladatkör | Feladatkör   | Megjegyzések   |
| Év   | Eredeti cím                           | Rendező    | Író        | Producer     | Megjegyzések   |
| ---- | ------------------------------------- | ---------- | ---------- | ------------ | -------------- |
| 1996 | I sfagi tou kokora                    | Nem        | Nem        | Igen         |                |
| 2001 | To tama                               | Nem        | Nem        | Társproducer |                |
| 2010 | Armandino e il madre                  | Igen       | Igen       | Nem          | rövidfilm      |
| 2012 | L'uomo doppio                         | Nem        | Nem        | Igen         |                |
| 2013 | Miele                                 | Igen       | Igen       | Nem          |                |
| 2015 | The Time of a Young Man About to Kill | Nem        | Nem        | Koproducer   | rövidfilm      |
| 2016 | Pericle il nero                       | Nem        | Nem        | Igen         |                |
| 2017 | Julian Schnabel: A Private Portrait   | Nem        | Nem        | Igen         | dokumentumfilm |
| 2018 | Euforia                               | Igen       | Igen       | Nem          |                |
| 2018 | Dei                                   | Nem        | Nem        | Igen         |                |
| 2022 | Il filo invisibile                    | Nem        | Nem        | Igen         |                |

Filmszínész
| Év   | Magyar cím                        | Eredeti cím                                                               | Szerep                      | Magyar hang        |
| ---- | --------------------------------- | ------------------------------------------------------------------------- | --------------------------- | ------------------ |
| 1983 |                                   | Scherzo del destino in agguato dietro l'angolo come un brigante da strada | Adalgisa De Andreiis        |                    |
| 1984 | Fantomkép                         | Blind Date                                                                | bikinis lány (cameo)        |                    |
| 1985 |                                   | Figlio mio, infinitamente caro...                                         | Francesca                   |                    |
| 1985 | Kis tüzek                         | Piccoli fuochi                                                            | Mara                        |                    |
| 1986 | Kétbalkezes kopók                 | Detective School Dropouts                                                 | Caterina Zanetti            |                    |
| 1986 |                                   | Storia d'amore                                                            | Bruna                       |                    |
| 1987 |                                   | Gli occhiali d'oro                                                        | Nora Treves                 |                    |
| 1987 | Utolsó nyár Tangerben             | Dernier Été à Tanger                                                      | Claudia Marchetti           | Hegyi Barbara      |
| 1988 | Három nővér                       | Love and Fear                                                             | Sandra Parini               |                    |
| 1988 | Pee Wee nagy kalandjai            | Big Top Pee-wee                                                           | Gina Piccolapupula          | Hámori Eszter      |
| 1988 | Esőember                          | Rain Man                                                                  | Susanna                     | Borbély Viktória   |
| 1989 | Tavaszi vizek                     | Torrents of Spring                                                        | Gemma Rosselli              | Györgyi Anna       |
| 1990 |                                   | Tracce di vita amorosa                                                    | Lucia                       |                    |
| 1990 | A király ágyasa                   | La putain du roi                                                          | Jeanne de Luynes            | Orosz Helga        |
| 1991 | Nagy durranás                     | Hot Shots!                                                                | Ramada Thompson             | Tóth Enikő         |
| 1991 | Indián vér                        | The Indian Runner                                                         | Maria                       | Virághalmy Judit   |
| 1991 | Az erőszak éve                    | Year of the Gun                                                           | Lia                         | Nyírő Beáta        |
| 1991 | Az erőszak éve                    | Year of the Gun                                                           | Lia                         | Györgyi Anna       |
| 1992 |                                   | Puerto Escondido                                                          | Anita                       |                    |
| 1993 | Nagy durranás 2. – A második pukk | Hot Shots! Part Deux                                                      | Ramada Thompson             | Tóth Enikő         |
| 1994 | Tiszta őrület                     | Clean Slate                                                               | Sarah Novak / Beth Holly    |                    |
| 1994 | Halhatatlan kedves                | Immortal Beloved                                                          | Julie Guicciardi            | Balogh Erika       |
| 1994 | Halhatatlan kedves                | Immortal Beloved                                                          | Julie Guicciardi            | Juhász Réka        |
| 1994 | Mint két krokodil                 | Come due coccodrilli                                                      | Marta                       |                    |
| 1995 |                                   | Submission (rövidfilm)                                                    | Dolores                     |                    |
| 1995 | Las Vegas, végállomás             | Leaving Las Vegas                                                         | Terri                       |                    |
| 1995 | Négy szoba                        | Four Rooms                                                                | Athena                      | Prókai Annamária   |
| 1996 | Menekülés Los Angelesből          | Escape from L.A.                                                          | Taslima                     | Orosz Helga        |
| 1996 |                                   | Escoriandoli                                                              | Ida                         |                    |
| 1997 |                                   | Le acrobate                                                               | Maria                       |                    |
| 1998 | Körtefa                           | L'albero delle pere                                                       | Silvia                      |                    |
| 1998 |                                   | Side Streets                                                              | Sylvie Ottie                |                    |
| 1999 | Az utolsó hárem                   | Harem Suare                                                               | Anita                       | Zakariás Éva       |
| 2000 | A nő ötször                       | Things You Can Tell Just by Looking at Her                                | Lilly                       | Kisfalvi Krisztina |
| 2000 | Spanyol bírák                     | Spanish Judges                                                            | Jamie                       |                    |
| 2000 |                                   | Ivans Xtc                                                                 | Constanza Vero              |                    |
| 2000 |                                   | Controvento                                                               | Nina                        |                    |
| 2001 | Szálló                            | Hotel                                                                     | olasz színésznő (cameo)     |                    |
| 2002 | A tél                             | L'inverno                                                                 | Anna                        |                    |
| 2002 | Grazia szigete                    | Respiro                                                                   | Grazia                      | Spilák Klára       |
| 2002 | Frida                             | Frida                                                                     | Guadalupe Marín             |                    |
| 2003 | Fogjál meg és vigyél el!          | Prendimi e portami via                                                    | Luciana                     |                    |
| 2004 | San Antonio                       | San Antonio                                                               | olasz nő                    | Mics Ildikó        |
| 2004 | 36 – Harminchat                   | 36 Quai des Orfèvres                                                      | Camille Vrinks              | Zakariás Éva       |
| 2005 |                                   | La guerra di Mario                                                        | Giulia                      |                    |
| 2005 |                                   | Texas                                                                     | Maria                       |                    |
| 2006 | Szűkebb pátriánk                  | A casa nostra                                                             | Rita                        | Málnai Zsuzsa      |
| 2007 | Színésznők                        | Actrices                                                                  | Nathalia Petrovna           | Major Melinda      |
| 2007 | A tó leánya                       | La ragazza del lago                                                       | Chiara Canali               |                    |
| 2007 |                                   | Lascia perdere, Johnny!                                                   | Annamaria                   |                    |
| 2007 | Fekete nap                        | Il sole nero                                                              | Agata                       | Kisfalvi Krisztina |
| 2008 |                                   | Caos calmo                                                                | Marta Siciliano             |                    |
| 2008 | Csalások hálója (Svindler)        | Cash                                                                      | Julia Molina                | Farkasinszky Edit  |
| 2008 |                                   | La fabbrica dei tedeschi                                                  | feleség                     |                    |
| 2009 | Giulia este otthon marad          | Giulia non esce la sera                                                   | Giulia                      |                    |
| 2009 | Helyes kölykök                    | Les beaux gosses                                                          | színésznő a filmben (cameo) |                    |
| 2009 | A mumus                           | L'uomo nero                                                               | Franca                      |                    |
| 2010 |                                   | Come un soffio (rövidfilm)                                                | hosztesz                    |                    |
| 2010 |                                   | L'amore buio                                                              | pszichológus (cameo)        |                    |
| 2010 |                                   | La scuola è finita                                                        | Daria                       |                    |
| 2011 | Kryptonit a táskában              | La kryptonite nella borsa                                                 | Rosaria Sansone             | Pokorny Lia        |
| 2012 | Szerencsés szerencsétlenek        | Ouf                                                                       | Giovanna                    | Sipos Eszter Anna  |
| 2013 |                                   | Come il vento                                                             | Armida Miserere             |                    |
| 2013 | Esélylesők                        | Il capitale umano                                                         | Roberta Morelli             | Bánfalvi Eszter    |
| 2014 | Jacky a nők országában            | Jacky au royaume des filles                                               | Bradi Vune                  |                    |
| 2014 |                                   | Il ragazzo invisibile                                                     | Giovanna Silenzi            |                    |
| 2015 |                                   | Il nome del figlio                                                        | Betta                       |                    |
| 2015 |                                   | Per amor vostro                                                           | Anna Ruotolo                |                    |
| 2015 |                                   | La vie très privée de Monsieur Sim                                        | Luigia                      |                    |
| 2016 |                                   | La vita possibile                                                         | Carla                       |                    |
| 2017 |                                   | Il colore nascosto delle cose                                             | Emma                        |                    |
| 2018 |                                   | Il ragazzo invisibile: Seconda generazione                                | Giovanna Silenzi            |                    |
| 2018 | Az én lányom                      | Figlia mia                                                                | Tina                        |                    |
| 2018 |                                   | Les Estivants                                                             | Elena                       |                    |
| 2019 | Casanova - Az utolsó szerelem     | Dernier amour                                                             | La Cornelys                 |                    |
| 2019 | Portré a lángoló fiatal lányról   | Portrait de la jeune fille en feu                                         | grófnő                      |                    |
| 2019 | 5 a tökéletes szám                | 5 è il numero perfetto                                                    | Rita                        |                    |
| 2019 | Görögország, 2015                 | Ενήλικοι στην αίθουσα                                                     | Danaī                       |                    |
| 2019 |                                   | Tutto il mio folle amore                                                  | Elena Manzato               |                    |
| 2019 |                                   | Un confine incerto                                                        | Paola Cristiani             |                    |
| 2020 |                                   | Lasciami andare                                                           | Perla Gallo                 |                    |
| 2020 |                                   | Fortuna                                                                   | Gina / Rita                 |                    |
| 2021 | A fiak földje                     | La terra dei figli                                                        | boszorkány                  |                    |
| 2021 | A katolikus iskola                | La scuola cattolica                                                       | Ilaria Arbus                | Zakariás Éva       |
| 2021 |                                   | Occhi blu                                                                 | Valeria                     |                    |
| 2022 |                                   | Marcel!                                                                   | pszichoanalitikus           |                    |
| 2024 | A gyönyörű játék                  | The Beautiful Game                                                        | Valeria                     | Tóth Enikő         |
| 2024 | Maria                             | Maria                                                                     | Yakinthi Callas             |                    |

### Televízió
| Év   | Magyar cím              | Eredeti cím              | Szerep             | Megjegyzések           |
| ---- | ----------------------- | ------------------------ | ------------------ | ---------------------- |
| 1995 | Bukott angyalok         | Fallen Angels            | Eugenie Kolchenko  | 1 epizód               |
| 1999 | Az eljövendő élet       | La vita che verrà        | Nunzia             | minisorozat (4 epizód) |
| 2002 | Julius Caesar           | Julius Caesar            | Calpurnia          | minisorozat (2 epizód) |
| 2008 |                         | Tigri di carta           | Delacroix          | minisorozat (3 epizód) |
| 2013 |                         | In Treatment             | Eleonora           | 9 epizód               |
| 2021 | The Morning Show        | The Morning Show         | Paola Lambruschini | 8 epizód               |
| 2023 | A felnőttek hazug élete | The Lying Life of Adults | Vittoria           | 6 epizód               |

## Díjak és elismerések

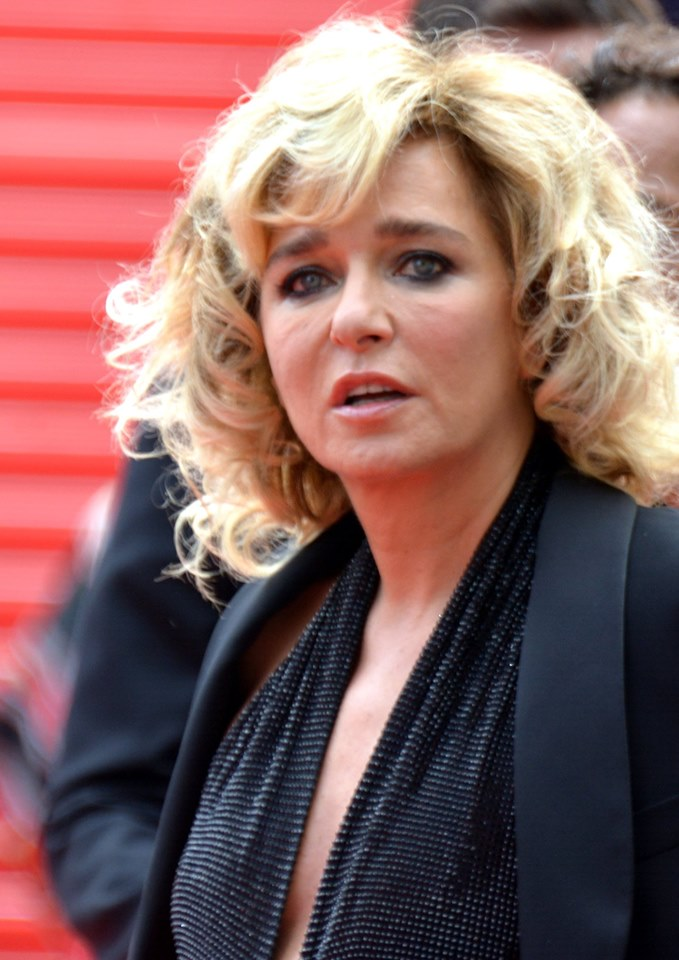
A 2019-es cannes-i fesztiválon

Számtalan jelölés mellett a következő díjakat nyerte el:
David di Donatello-díj
- 2006: a legjobb női főszereplő díja (La guerra di Mario)
- 2014: a legjobb női mellékszereplő díja (Esélylesők)
- 2020: a legjobb női mellékszereplő díja (5 a tökéletes szám)

Ezüst Szalag díj (Nastro d’argento)
- 1987: a legjobb női főszereplő díja (Storia d’amore)
- 2002: a legjobb női főszereplő díja (Grazia szigete/Lampedusa)
- 2009: a legjobb eredeti dal (Piangi Roma) díja (Giulia este otthon marad)
- 2013: a legjobb elsőfilmes rendező díja (Miele)
- 2020: a legjobb női mellékszereplő díja (5 a tökéletes szám és Portré a lángoló fiatal lányról)

Globo d’oro
- 1986: a legjobb feltörekvő színésznő díja Figlio mio infinitamente caro… és Kis tüzek
- 2006: a legjobb színésznő díja (La guerra di Mario)
- 2013: a legjobb elsőfilmes díja (Miele)

Ciak d’oro
- 1987: a legjobb női főszereplő díja (Storia d’amore)
- 2012: a legjobb női főszereplő díja (La kryptonite nella borsa)
- 2014: a legjobb elsőfilmes díja (Miele)

Velencei Nemzetközi Filmfesztivál
- 1986: Volpi Kupa a legjobb női közreműködőnek (Storia d’amore)
- 2015: Volpi Kupa a legjobb női közreműködőnek (Per amor vostro)
- 2015: Pasinetti-díj a legjobb női közreműködőnek (Per amor vostro)
- 2019: Pasinetti-díj a legjobb női közreműködőnek (5 a tökéletes szám)

Bari Nemzetközi Filmfesztivál
- 2018: Mariangela Melato-filmdíj a legjobb női főszereplőnek (Az én lányom)
- 2019: Federico Fellini-díj, Platina fokozat, kiemelkedő filmkészítő munkájáért

Egyéb díjak
- 2006: Flaiano-díj a legjobb női közreműködőnek (La guerra di Mario)
- 2015: a Museo nazionale del cinema Cabiria-díja